# Моріс (Луїзіана)
Моріс (англ. Maurice) — селище (англ. village) в США, в окрузі Вермільйон штату Луїзіана. Населення — 2118 осіб (2020).

## Географія
Моріс розташований за координатами 30°6′26″ пн. ш. 92°7′18″ зх. д. / 30.10722° пн. ш. 92.12167° зх. д. (30.107116, -92.121766).  За даними Бюро перепису населення США в 2010 році селище мало площу 5,49 км², уся площа — суходіл. В 2017 році площа становила 7,21 км², з яких 7,20 км² — суходіл та 0,01 км² — водойми.

## Демографія
Згідно з переписом 2010 року, у селищі мешкали 964 особи в 382 домогосподарствах у складі 268 родин. Густота населення становила 175 осіб/км².  Було 414 помешкання (75/км²).
Расовий склад населення:
| - 79,9 % — білих - 13,4 % — чорних або афроамериканців - 3,2 % — азіатів - 0,6 % — корінних американців - 1,8 % — осіб інших рас |

До двох чи більше рас належало 1,1 %. Частка іспаномовних становила 3,7 % від усіх жителів.
За віковим діапазоном населення розподілялося таким чином: 26,0 % — особи молодші 18 років, 60,5 % — особи у віці 18—64 років, 13,5 % — особи у віці 65 років та старші. Медіана віку мешканця становила 34,1 року. На 100 осіб жіночої статі у селищі припадало 101,3 чоловіків;  на 100 жінок у віці від 18 років та старших — 101,4 чоловіків також старших 18 років.
Середній дохід на одне домашнє господарство  становив 67 338 доларів США (медіана — 63 295), а середній дохід на одну сім'ю — 75 280 доларів (медіана — 70 357). Медіана доходів становила 62 857 доларів для чоловіків та 33 478 доларів для жінок. За межею бідності перебувало 14,6 % осіб, у тому числі 11,8 % дітей у віці до 18 років та 9,5 % осіб у віці 65 років та старших.
Цивільне працевлаштоване населення становило 685 осіб. Основні галузі зайнятості: освіта, охорона здоров'я та соціальна допомога — 24,2 %, роздрібна торгівля — 20,7 %, сільське господарство, лісництво, риболовля — 12,3 %, виробництво — 9,3 %.